# Avijatičarski trg
L'Avijatičarski trg (en serbe cyrillique : Авијатичарски трг) est une place située à Belgrade, la capitale de la Serbie, dans la municipalité de Zemun et dans le quartier de Donji Grad.
En serbe, son nom signifie « place de l'Aviation ».

## Emplacement
L'Avijatičarski trg est situé entre les rues Stevana Markovića et Karađorđeva (dont elle constitue le prolongement) et les rues Miroslava Tirša et Glavna (qui en constitue le prolongement) ; la place est également bordée par la rue Nemanjina qui longe le Gradski park.

## Architecture et monument
Au n° 12 de la place se trouve le bâtiment du Commandement des forces aériennes, construit en 1935 sur des plans de l'architecte Dragiša Brašovan ; caractéristique du mouvement moderne, cet édifice figure sur la liste des monuments culturels protégés de la République de Serbie et sur la liste des biens culturels protégés de la Ville de Belgrade. Au n° 10 se trouve le bâtiment de l'Office des eaux de Zemun, réalisé par l'architecte et constructeur Franjo Jenč.
Sur la place se trouve également le Monument aux morts de la Révolution populaire de 1941-1945.

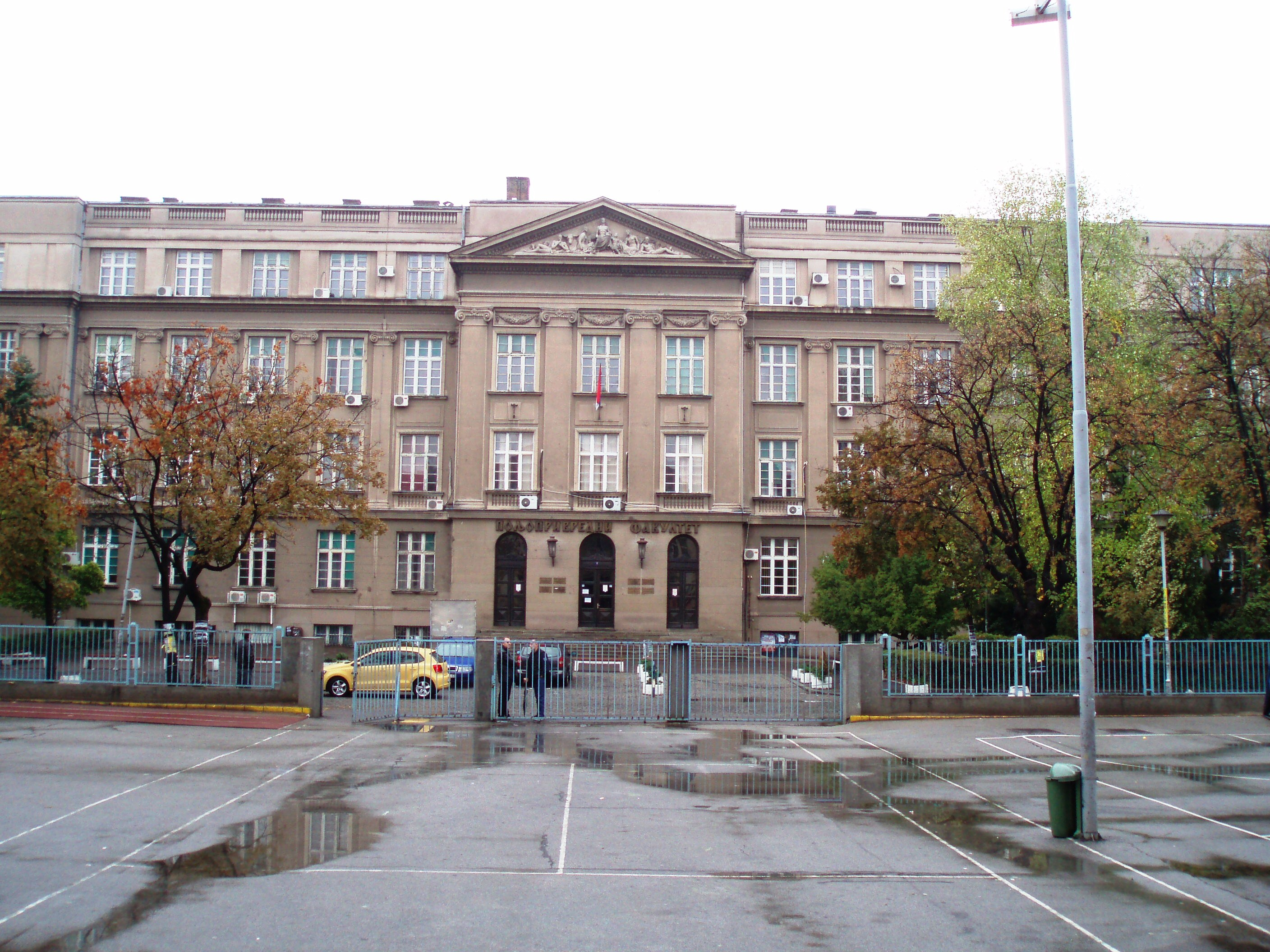
Le bâtiment de la Faculté d'agriculture de l'Université de Belgrade, 6 rue Nemanjina
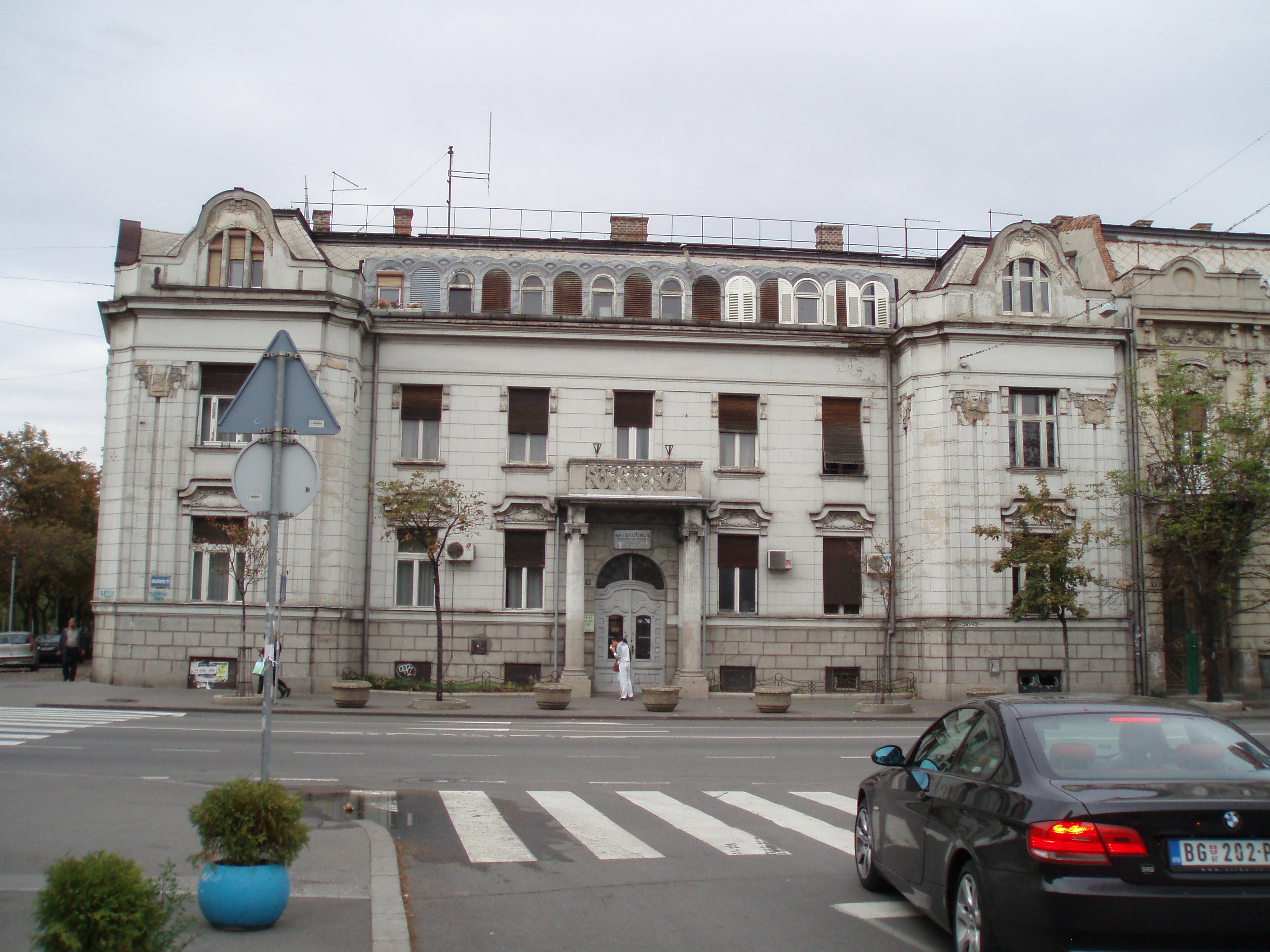
Le bâtiment de l'Office des eaux, au n° 10
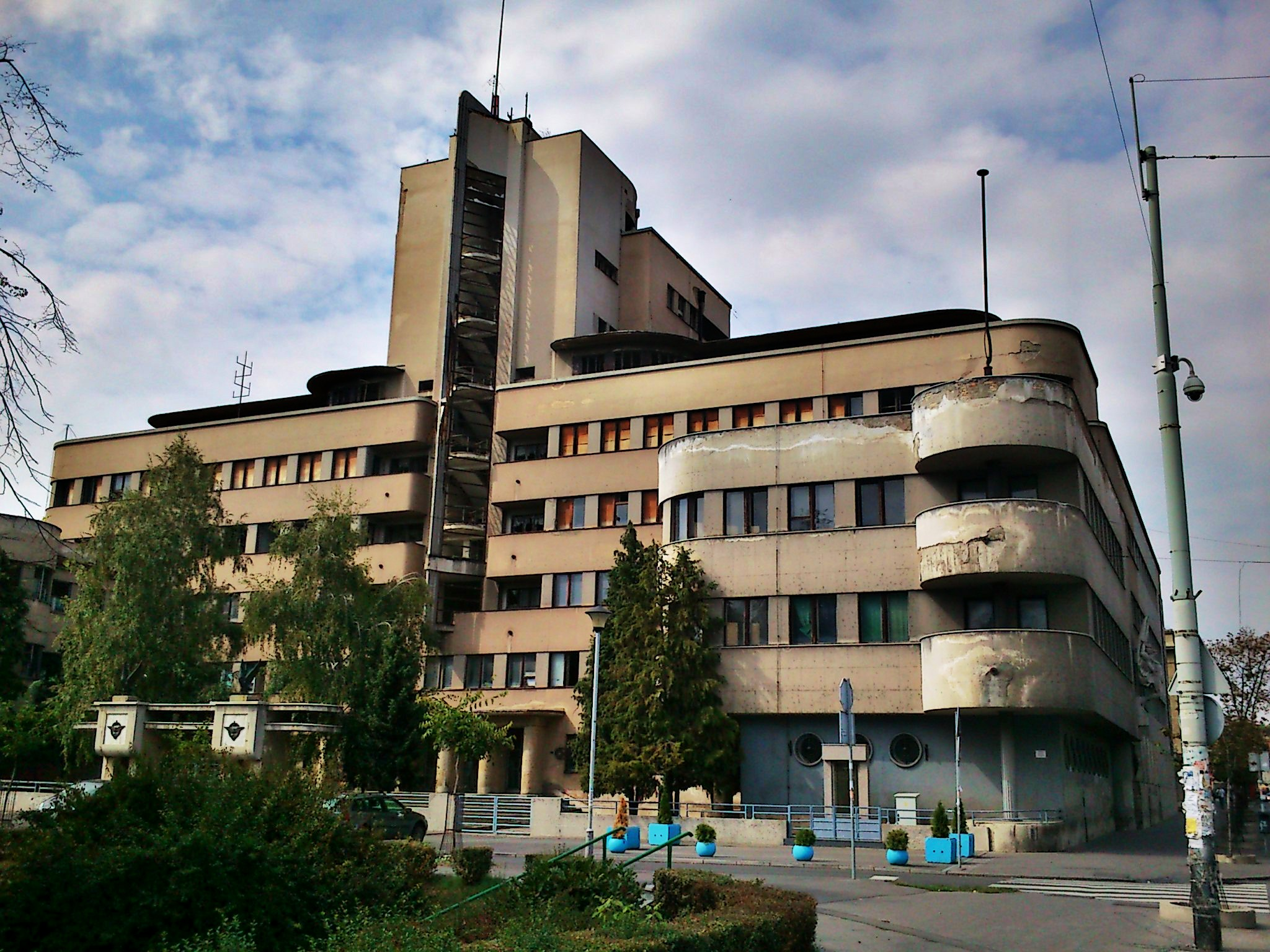
Le bâtiment du Commandement des forces aériennes, au n° 12

## Transports
La place est desservie par plusieurs lignes de bus de la société GSP Beograd, soit les lignes 17 (Konjarnik – Zemun Gornji Grad), 45 (Novi Beograd Blok 44 – Zemun Novi Grad), 73 (Novi Beograd Blok 45 – Gare de Batajnica), 83 (Crveni krst – Zemun Bačka), 84 (Zeleni venac – Nova Galenika), 704 (Zeleni venac – Zemun polje), 706 (Zeleni venac – Batajnica) et 707 (Zeleni venac – Mala pruga – Zemun polje).